# Collectif contre l'islamophobie en France
Pour les articles homonymes, voir CCIF.
 (juin 2020).
 (octobre 2020).
Le Collectif contre l'islamophobie en France (CCIF) est une association française, créée en 2003 et dissoute en 2020.
Son objectif affiché est la lutte contre l'islamophobie — définie par l'association comme « l’ensemble des actes de rejet, de discrimination ou de violence perpétrés contre des institutions ou des individus en raison de leur appartenance, réelle ou supposée, à la religion musulmane ». À cet effet, le CCIF publie notamment un rapport annuel et propose une assistance juridique aux intéressés.
Les activités du collectif sont controversées. Il est l'objet de critiques portant sur la qualification des actes islamophobes, sur la validité de ses données statistiques, ou sur l'instauration d'une approche de concurrence victimaire[Quoi ?], et fréquemment attaqué pour son communautarisme supposé ou sa proximité alléguée avec la mouvance intellectuelle des Frères musulmans. Est notamment ciblé son ancien porte-parole et ancien directeur exécutif Marwan Muhammad.
À la fin de l’année 2020, à la suite de l'assassinat de Samuel Paty, le CCIF affirme qu’il s’est auto-dissous et a redéployé ses actifs à l’étranger, après que le ministre de l'Intérieur, Gérald Darmanin, a déclaré qu’il était une « officine islamiste œuvrant contre la République » et annoncé son intention d’engager sa dissolution. En novembre 2020, le Collectif contre l'islamophobie en Europe (CCIE) est créé en Belgique pour prendre le relai du CCIF à l'échelle européenne et, en décembre 2020, le CCIF est dissous en tant que groupement de fait, le recours de certains de ses anciens membres devant le Conseil d'État contre le décret de dissolution est rejeté.

## Présentation
La création de l'ADDH-CCIF, en 2003, fait suite, en particulier, aux propos de Claude Imbert — fondateur-éditorialiste de l'hebdomadaire Le Point —, tenus sur la chaîne d’information en continu LCI,, : 

« Moi, je suis un peu islamophobe. Cela ne me gêne pas de le dire »

Le fondateur et président de l'association est Samy Debah. Selon Sylvain Mouillard et Bernadette Sauvaget (de Libération), c'est un ancien prédicateur du Tabligh qui indique ne pas être Frère musulman mais pour qui « ce n’est pas une tare ».
Selon Bernard Godard, ancien « Monsieur islam » du ministère de l'Intérieur, le CCIF est « directement issu des jeunes réislamisés par les réseaux fréristes et accompagnés par Tariq Ramadan. » Il ajoute que le fondateur et leader du CCIF, « Samy Debah, âgé de trente deux ans à l'époque, issu de la banlieue nord et enseignant en histoire, fait partie de cette nouvelle génération venue à l'islam par les réseaux fréristes, l'UOIF ou le collectif des musulmans de France proche de Tariq Ramadan. » Selon Éric Dupin, Samy Debah a « un passé d'islamiste conservateur ».
Le CCIF n'a pas de lien avec les organisations musulmanes cultuelles (Fédération nationale de la Grande Mosquée de Paris proche de l'Algérie, Fédération nationale des musulmans de France proche du Maroc et Comité de coordination des musulmans turcs de France) auxquelles elle a plusieurs fois reproché une forme de passivité.
En septembre 2015, le porte-parole est Yasser Louati — il remplace alors Elsa Ray qui elle-même succéda à Marwan Muhammad en 2014,,.
En 2016, le CCIF indique que son équipe est constituée de quatre juristes, une assistante juridique, une chargée de communication, deux chargés de projet et quatre psychologues, ainsi que de bénévoles. Lila Charef est la responsable du service juridique.

### Reconnaissance officielle
En 2011, le Conseil économique et social (ECOSOC) de l’Organisation des Nations unies accorde le « statut consultatif spécial » à l'association. La contribution de l’ADDH-CCIF à des activités conformes à la Charte des Nations unies, fait l'objet d'un rapport quadriennal présenté à l'ECOSOC, qui le transmet, pour analyse au Comité chargé des ONG.
Le premier rapport est transmis en 2015. Ce rapport note, entre autres, que l'ADDH-CCIF « […] a participé à des réunions privées avec d’autres ONG et le bureau genevois des Nations Unies du 20 au 23 mars 2014, ainsi qu’à l’organisation d’une manifestation parallèle avec Islamic Human Rights Commission (IHRC). L’association a participé à la session “High Level Segment” du Conseil des droits de l’homme, à Genève, du 1er au 4 avril 2014 ».
Le CCIF est invité chaque année par l'Organisation pour la sécurité et la coopération en Europe.
En juin 2015, le président du CCIF est invité « au ministère de l’Intérieur pour participer à la nouvelle instance de dialogue avec l’islam mise en place par l’équipe de Bernard Cazeneuve. »
L'association est régulièrement auditionnée par la Commission nationale consultative des droits de l'homme (CNCDH) qui, d'après le journal Libération en 2016, juge son travail « utile ».

### Adhérents
En 2013, l'association revendique 700 adhérents et 8 antennes régionales.
En août 2016, à la suite des polémiques apparues avec le port du burkini en France, l'association mène une campagne d'adhésions en ligne et revendique 7 000 nouveaux adhérents en trois semaines,, dont « 5 000 nouvelles adhésions en moins d'une semaine ainsi que 32 595 euros de dons ». Et en octobre 2016, le directeur affirme que l'association compte désormais près de 12 000 adhérents contre 2 500 en 2015.
Le pic ayant été atteint avec l'affaire des burkinis, l'organisation voit dans les mois qui suivent une diminution des adhésions du fait de leur non renouvellement, retombant à 5 000 membres.

### Régime fiscal
En juin 2011, le CCIF est reconnu d’intérêt général. En France, « le code général des impôts ouvre le droit à une association reconnue d'intérêt général de délivrer des reçus de dons qui permettent au donateur de bénéficier d'une réduction d'impôt pour don d'un montant en principe égal à 66 % de la somme versée dans la limite de 20 % du revenu imposable ».
L'un des rôles de l'administration fiscale est de contrôler a posteriori que les reçus sont délivrés dans les conditions légales — buts et caractéristiques de l'association, gestion, etc..

## Lutte contre l'islamophobie et ambiguïté sémantique du terme
Le CCIF se donne pour objectif de lutter contre l'islamophobie, dont l'association propose la définition suivante : 

« L’ensemble des actes de discrimination ou de violence contre des institutions ou des individus en raison de leur appartenance, réelle ou supposée, à l’islam. »

Le CCIF est le premier propagateur français du terme. Selon LCI, « une part de la méfiance envers le Collectif provient [...] de l'ambiguïté qui entoure le concept même d'islamophobie, qui invaliderait de facto toute critique de l'intégrisme musulman et instaurerait, au moins indirectement, une sorte de délit de blasphème ». En France, l'expression est acceptée par les intellectuels et les autorités quand la confusion est levée et qu'elle est utilisée pour qualifier « la réalité des actes commis contre des lieux de culte ou des citoyens musulmans ». Selon Isabelle Kersimon, fondatrice de l'Institut de recherches et d'études sur les radicalités (INRER), la vision de l'islamophobie du CCIF est « totale, globale et permanente dans la société », ce qui « donne l'impression que les musulmans sont en état de siège en permanence en France » et « crée une fracture dans la société ».
Le CCIF plaide pour l'abrogation de la loi sur les signes religieux dans les écoles publiques françaises — votée en 2004 — qui a fait partie de ses premiers chevaux de bataille ; dans un tweet de 2014, le collectif estime que cette disposition législative traduit une « islamophobie institutionnalisée ».
Dans son rapport sur « La lutte contre le racisme, l'antisémitisme et la xénophobie » présenté en avril 2014, la Commission nationale consultative des droits de l'homme (CNCDH) — en notant qu'il existe des risques d'instrumentalisation — prend le parti « de désigner par le terme islamophobie ce phénomène rampant, dangereux, qui menace le “vivre ensemble” et appelle à toutes les vigilances »,. La commission a, selon Libération, « jugé utile » le travail du collectif dans sa lutte contre l'islamophobie. Sa présidente, Christine Lazerges, « avoue ne “pas comprendre” la méfiance dont le CCIF fait l’objet ».
Malgré ces précisions apportées progressivement à la portée du terme islamophobe, le doute persiste pour certains observateurs qui considèrent que la légitime lutte, contre les actes d’« intolérance et de discrimination envers les musulmans », peut être instrumentalisée afin d'empêcher toute critique de l'islam. C'est, par exemple, le point de vue de l'ethnologue Jeanne Favret-Saada qui affirme : « Chacun sait toutefois que le CCIF a imposé cette désignation (“Islamophobie”) à l'administration et aux médias pour désigner ces actes délictueux, mais que sa visée politique d'ensemble est d'y faire entrer toute critique de l'islam. »
Selon Jean-Christophe Moreau « […] l’étude des rapports annuels du CCIF est particulièrement révélatrice de sa propension à faire passer pour “islamophobe” n’importe quel événement mettant en cause des musulmans ou affectant d’une manière ou d’une autre l’image de l’islam ». Il ajoute que ces critères dénotent « un délire de persécution, voire une complaisance à l'égard de l'islam radical », les chiffres comprenant par exemple les expulsions d'imams controversés ou encore des mosquées proches du mouvement salafiste.

## Campagnes médiatiques, lobbying et rapports
Le CCIF organise des événements sur le thème de l'islamophobie, répertorie et recense les actes islamophobes, apporte une assistance juridique aux victimes et leur propose, si elles le souhaitent, un soutien psychologique. Ces actions se doublent parfois d'actions militantes.
Selon le sociologue Marwan Mohammed, le CCIF est issu d'une génération qui « se saisit de l’arme du droit et de la communication ». Une « nouvelle vague » d'acteurs qui sont « la cible de Manuel Valls, de Caroline Fourest mais également du Figaro ou du responsable de l’Observatoire de l’islamophobie. À défaut d’un dialogue ou d’une emprise sur ces mouvements, ils préfèrent les disqualifier par l’accusation somme toute classique d’être « salafiste » ou des intégristes ».
En 2014, discutant des raisons pour lesquelles le collectif se désolidarise d'un appel à la mobilisation contre l'État islamique, lancé par des musulmans de France, Alain Gresh écrit que le CCIF « fait un travail de terrain remarquable contre les actes anti-musulmans en France ».
La 28 août 2016, Jean-Christophe Moreau reconnaît qu'« il offre un soutien indispensable aux victimes de racisme anti-musulman, encore trop souvent négligées par les acteurs historiques de la lutte contre le racisme ».
Le Canard enchaîné, dans un article publié le 17 août 2016, écrit que « le CCIF s'est spécialisé dans la rédaction de “rapports” instruisant le procès de la laïcité ». En 2017, Alain Léauthier, de Marianne, écrit que le collectif — un « groupe phare de l’islam politique, proche des Frères musulmans et de Tariq Ramadan », selon le journaliste — est « très actif dans toutes les campagnes menées contre le camp laïc, assimilé purement et simplement à la "fachosphère" ».

### Campagnes de communication
À la suite d'une déclaration de Jean-François Copé qui déplorait qu'un élève puisse se faire « arracher son pain au chocolat à la sortie du collège par des voyous lui expliquant qu'on ne mange pas pendant le ramadan », le CCIF organise une distribution gratuite de pains au chocolat à la gare Saint-Lazare le 10 octobre 2012,,.
Fin octobre 2012, le CCIF lance une campagne intitulée Nous (aussi) sommes la Nation, destinée à « dénoncer les préjugés, les attitudes islamophobes et les discours stigmatisants ». La campagne, refusée par la RATP, est en partie financée par la fondation Open Society, créée par le milliardaire américain George Soros, qui a accordé 35 000 euros au CCIF.
La critique de cette campagne par le journaliste Ivan Rioufol a entraîné une action en justice de la part du CCIF, qui a été débouté de sa plainte par la XVIIe chambre du tribunal correctionnel de Paris.

### Port du voile et du burkini
En août 2016, le patron d'un restaurant refuse de servir deux femmes voilées. Laurence Rossignol — ministre des Familles, de l'Enfance et des Droits des femmes — saisit la délégation interministérielle à la lutte contre le racisme et l'antisémitisme (DILCRA), le parquet de Bobigny ouvre une enquête pour « discrimination à caractère racial », le CCIF appelle, quant à lui, à « ruiner la réputation de ce restaurant sur tous les espaces en ligne où il est listé […] dans une démarche concertée qui allie action juridique, communication politique et mobilisation structurée, afin d'atteindre l'objectif: faire condamner le restaurateur ».
En 2016, le CCIF — avec la Ligue des droits de l'homme — dépose un recours contre l'arrêté « anti-burkini » pris par la commune de Villeneuve-Loubet : en conséquence, celui-ci est suspendu par le Conseil d'État qui « fixe les limites du pouvoir des maires » dans son ordonnance du 26 août 2016,. Le 29 août, le collectif assigne en justice plusieurs communes qui maintiennent la mesure.
Au nom de mères qui, « dans certains établissements, rencontrent des difficultés pour accompagner les sorties scolaires de leurs enfants », le Collectif contre l'islamophobie en France adresse en juin 2012 une lettre à Vincent Peillon, le ministre de l'Éducation nationale, lui demandant l'abrogation d'une circulaire de la rentrée 2012 signée par son prédécesseur, Luc Chatel. Au nom du principe de « laïcité et de neutralité du service public », celle-ci préconise « d'empêcher que les parents d'élèves ou tout autre intervenant manifestent, par leur tenue ou leurs propos, leurs convictions religieuses, politiques ou philosophiques lorsqu'ils accompagnent les élèves lors des sorties et voyages scolaires »,.
La journaliste Isabelle Kersimon écrit, en 2015, dans Le Figaro : « Le CCIF a pour objectif à moyen terme de faire abroger les lois de 2004 (sur les signes ostentatoires de religion à l'école) et 2010 (sur la visibilité du visage dans l'espace public), lois qu'il juge “désastreuses” dans l'un de ses premiers rapports, confirmant bien là qu'elles sont son premier objectif concret. Marwan Muhammad considère d'ailleurs que ces lois ont été promulguées par des “lâches” qui n'assument pas leur “haine” ». Le CCIF s'est également opposé à la loi El Khomri de 2016, laquelle permet aux employeurs d'imposer une « neutralité idéologique et religieuse » à leurs salariés ; le CCIF la considère comme un « permis de discriminer ».

### Rapport annuel sur l'islamophobie en France
Le CCIF publie un rapport annuel commenté, chargé de dresser un bilan de l'islamophobie, d'en analyser l'évolution, et de recenser les actes islamophobes. C'est également une des missions de l'observatoire de l'islamophobie du Conseil français du culte musulman (CFCM).
Les deux associations utilisent des méthodologies différentes pour obtenir leurs statistiques : l'observatoire de l'islamophobie — dirigé par Abdallah Zekri — tire ses données des plaintes et mains courantes que la police et la gendarmerie lui fournissent ; le CCIF prend en compte dans son rapport les actes qui lui sont directement signalés sans avoir systématiquement fait l'objet de dépôt de plaintes.
En 2015, Alice Géraud, de Libération, note que quels que soient les « baromètres » utilisés, « ils disent la même chose. Les statistiques de plaintes du ministère de l’Intérieur et celles de l’Observatoire de l’islamophobie […] font en effet le même constat de hausse. ». Elle précise que la majorité des actes, recensés en 2014 par le CCIF, sont des discriminations concernant en particulier des femmes, très peu étant suivis de plaintes.
Le premier rapport, sorti en 2008 et réalisé par une doctorante en sciences politiques, Ouria Shéhérazade Khalil, recense les actes de 2005 à 2007[réf. souhaitée].
En janvier 2016, le ministre de l'Intérieur Bernard Cazeneuve révèle que le nombre d'actes antimusulmans, recensés par ses services, a triplé — une hausse de 223 % entre 2014 et 2015 — pour s'établir à environ 400.
En novembre 2015, Mathilde Goanec du magazine Mediapart écrit : « Le collectif a enregistré près de 530 signalements depuis le mois de janvier, et constate que les attaques et humiliations se sont sérieusement intensifiées depuis les attaques meurtrières à Paris et Saint-Denis. »
L'un des membres de l'institution le Défenseur des droits, dirigée par Jacques Toubon, « salue le sérieux des données transmises par le CCIF ».

#### Critique des chiffres du CCIF
En ce qui concerne les actes islamophobes, Il existe des écarts, entre les chiffres officiels du Gouvernement et ceux fournis par le CCIF. Le ministère comptabilise uniquement les plaintes reçues, la Commission nationale consultative des droits de l'homme (CNCDH) recense également les plaintes effectives enregistrées par le ministère de l'intérieur, tandis que le CCIF « délivre le nombre d’actes recensés, vérifiés, et triés par ses soins, sans qu’ils se traduisent nécessairement en justice. “On résout beaucoup d’affaires à l’amiable”, explique Marwan Muhammad. Les chiffres ne sont donc pas identiques, mais les tendances, elles, le sont ».
Laure Daussy de Charlie Hebdo relève que « dans un de ses premiers rapports, en 2004, le CCIF répertoriait comme « islamophobe » l'expulsion d'un imam, Abdelkader Yahia Cherif, car celui-ci était accusé de « prosélytisme en faveur d'un islam radical » et de « relations actives avec la mouvance islamiste prônant des actes terroristes » ; ainsi que « l'expulsion en Turquie de Midhat Güler, membre du mouvement Kaplanci, qui prône le recours à la violence et au terrorisme » ».
En 2013, en commentant la position du CCIF, lors des émeutes de Trappes, Abdallah Zekri — qui dirige l'observatoire de l'islamophobie du CFCM — reproche : « Leur objectif est de faire peur à la communauté musulmane. Ils allument le feu en permanence… ». À la suite de l'article du Figaro qui rapporte ces propos, Samy Debah déclare dans le droit de réponse qui lui est accordé ; « [le CCIF] relate la parole des victimes de l'islamophobie, peu répercutée dans les médias dominants […] Votre article reprend enfin des propos nous attribuant comme « objectif » « de faire peur à la communauté musulmane ». Or, c'est l'islamophobie qui fait peur aux Français musulmans, pas nous ».
En 2014, Jean-Christophe Moreau, remarque que, depuis l'accès au Statut Consultatif spécial du Conseil économique et social des Nations unies, le recensement des « actes islamophobes » du rapport annuel du CCIF ne propose plus d'inventaire détaillé.
En 2015, Jack Dion, du magazine Marianne, note « la propension [du CCIF] à instrumentaliser le moindre incident afin de nourrir la caricature qui est sa marque de fabrique, en 2014, il y aurait 130 cas de lycéennes ou collégiennes interdites de cours pour des tenues jugées « abusivement ostentatoires ». Quand bien même cela serait vrai – ce qui reste à prouver – ce ne sont que 130 cas, aussi regrettables et condamnables soient-ils, sous réserve de vérification de chacun d’entre eux ».
Le Monde rappelle que la loi de 2004 interdit « le port de signes ou tenues par lesquels les élèves manifestent ostensiblement une appartenance religieuse », et précise que la plupart des cas recensés par le CCIF concernaient la longueur de la jupe. Pour la porte-parole du CCIF, Elsa Ray, « il ne s’agit pas d’une question de droit trop floue […] la loi est claire. Mais on se heurte à des positions idéologiques de la part de certains membres de la communauté éducative ».
Eugénie Bastié, du Figaro, s’appuyant sur le rapport CCIF 2016, note que, pour le collectif, l'islamophobie serait avant tout un « racisme structurel […] l'État français et ses institutions sont responsables de 70 % des actes islamophobes ».
Le CCIF prend en compte les perquisitions de l'état d'urgence qu'il considère comme islamophobe. Médiapart précise :« Au Collectif […] le téléphone ne cesse de sonner. Parmi les témoignages, plusieurs personnes ayant subi des perquisitions ou assignées à résidence sans comprendre pourquoi. »
En 2016, Isabelle Kersimon — qui a étudié les statistiques entre fin 2003 et 2012 — considère que « les chiffres du CCIF ne sont absolument pas fiables » (relevant des doublons et des triplets) et que « son rôle est d'alimenter le sentiment de persécution des musulmans par les non-musulmans ». Elle écrit : « il faut savoir que le CCIF comptabilisait à l'époque des faits aussi divers qu'une question posée à une jeune femme voilée lors d'un entretien à l'ANPE, des règlements de compte crapuleux, […] des propos jugés insultants et, beaucoup plus graves, des expulsions de prédicateurs violemment antisémites et appelant au djihad […] ». Elle souligne que la réalité des faits et l'augmentation des actes islamophobes seraient mieux appréhendés s'ils étaient analysés uniquement après résultat d'enquêtes.

#### Rapport 2016
Le rapport 2016 parait en janvier 2017, simultanément au rapport de l'Observatoire national contre l'islamophobie (ONCI), du Conseil français du culte musulman. Les deux rapports font apparaître une baisse des actes antimusulmans mais ils restent trois fois plus nombreux dans celui du CCIF. Le rapport officiel du gouvernement observe une baisse de 56,7 %, celui de l'ONCI, une baisse de 57,6 %, tandis que celui du collectif indique une diminution de 35,9 %,. Le CCIF signale 419 discriminations, 39 agressions, 25 attaques contre des édifices, 98 discours haineux, et indique que :
- les discriminations ont lieu, pour 64 % des cas, dans les services publics et sont résolus par des médiations ;
- durant l'état d'urgence, 427 dossiers ont été analysés dont 297 perquisitions, 30 interdictions de sortie du territoire et 100 assignations à résidence ;
- les femmes sont les principales victimes d'actes islamophobes (75 % des cas, et la totalité des agressions physiques graves) ;
- 30 dossiers ont été traités dans le domaine de la santé, dont de nombreux « refus de soin » à l'hôpital ;
- 141 cas de discriminations au travail ont été signalés[63].

#### Critique de leur stratégie depuis mai 2016
Lors d'une conférence à l'École Normale Supérieure de Paris, le 16 novembre 2016, le politologue des religions Gilles Kepel considère que « Les terroristes ont politiquement échoué car ils n’ont pas réussi à fracturer la société française », mais — depuis l'été 2016 et les affaires de burkini — « une "conversion a été opérée". […] le CCIF, en mettant en avant la question de l’islamophobie, a "fait oublier les attentats" et "passer la France, particulièrement dans la presse anglo-saxonne, comme un goulag pour musulmans" ». Le ministre de l'Intérieur Bernard Cazeneuve lui répond alors « La thèse développée par le CCIF doit être combattue […] les Français ne sont pas islamophobes ».
En août 2016, le Délégué interministériel à la lutte contre le racisme, l'antisémitisme et la haine anti-LGBT (Dilcrah) constate une diminution des actes islamophobes en France.

## Manifestation après l'attaque de la mosquée de Bayonne
L'action et la nature du CCIF ont été particulièrement débattus et médiatisés lorsqu'il a fait partie des organisations signataires, le 1er novembre 2019, d'un appel à une manifestation le 10 novembre à Paris, qui a rassemblé 13500 personnes à Paris, selon le cabinet d’études indépendant Occurrence,. Parmi les autres organisations signataires, la Confédération générale du travail (CGT). Publié dans Libération, l'appel est une réaction immédiate à l'attaque de la mosquée de Bayonne du 28 octobre, tentative d'incendie après laquelle deux victimes seront hospitalisées durant 6 mois, Maati Baggar, touché par trois balles sur le côté et le bras droit, et Amar Kariouch, blessé au cou. Âgé de 84 ans, l'assaillant déclare qu'il a voulu « venger la destruction de la cathédrale Notre-Dame de Paris », selon lui déclenchée par des membres de la communauté musulmane. Il n'est plus adhérent du Rassemblement national,, qui l'avait cependant investi candidat aux départementales de 2015 dans le canton de Seignanx sous l'étiquette du Front national.
L'appel rédigé le surlendemain du drame déclare aussi dès sa première phrase que les musulmans "sont la cible de discours venant parfois de «responsables» politiques, d'invectives et de polémiques relayés par certains médias", participant ainsi à leur "stigmatisation grandissante".
La notion même d’islamophobie ainsi que l’identité de certains signataires de l’appel, comme le CCIF, a conduit une partie de la gauche à ne pas s’y associer, comme le Parti socialiste (PS) ou au Parti radical de gauche (PRG), ou encore à relativiser leur soutien initial, comme le député européen Europe écologie - Les Verts (EELV) Yannick Jadot et le député La France insoumise (LFI) François Ruffin, indique alors Le Monde. Le chef de file de LFI, Jean-Luc Mélenchon, y a participé et a déclaré ne pas "confondre quelques personnes avec la valeur de la cause qui est servie" et ne pas oublier l’événement fondateur du défilé, à savoir "la tentative de meurtres devant la mosquée de Bayonne". Le CCIF déclare au même moment que ses liens avec les Frères musulmans n'ont jamais été prouvés, mais selon le militant laïc et féministe Naëm Bestandji, sa proximité avec les Frères musulmans est avant tout idéologique et non pas formelle ; le CCIF partagerait la même vision religieuse, le même double discours à la fois rassurant et politique, et « pour découvrir l'ADN du CCIF, il faut remonter à l'époque où il était moins médiatisé. Il exprimait alors sans filtre ses idées, sa vision totalitaire d'un islam », par l'intermédiaire de Marwan Muhammad.

## Actions en justice
En novembre 2016, le CCIF publie un communiqué mentionnant qu'il avait signalé à la préfecture de Paris les propos de l'historien Georges Bensoussan prononcés lors de l'émission Répliques sur France Culture. Il se constitue partie civile avec la LICRA, SOS Racisme et la Ligue des droits de l'Homme. Le procès est largement suivi par la presse.
Le 7 mars 2017, Georges Bensoussan est relaxé par la 17e chambre du tribunal correctionnel de Paris. Le CCIF annonce son intention de faire appel de ce jugement. Le 24 mai 2018, la Cour d’appel de Paris relaxe Georges Bensoussan « de toute accusation de racisme et d’incitation à la haine pour ses propos sur les musulmans ». « La Cour d’appel considère qu’il n’y avait pas de provocation à la haine car l’historien n’a nullement visé la communauté arabo-musulmane dans son ensemble, mais insisté à plusieurs reprises sur l’emprise de l’idéologie salafiste. » Le CCIF et la Ligue des droits de l’Homme (LDH) se pourvoient en cassation. En septembre 2019, la Cour de cassation rejette les pourvois des parties civiles.
Le 25 novembre, Judith Waintraub annonce, sur le réseau social Twitter, avoir été relaxée dans un procès en diffamation l’opposant au CCIF pour avoir déclaré que celui-ci était « un instrument de propagande au service d’un projet d’islamisation de la République ».

## Idéologie
France-Soir relève en 2016 que le CCIF « est loin de faire l'unanimité : efficace association de lutte contre les actes antimusulmans pour les uns, le groupe est vu par d'autres comme le relais d'un islam politique à combattre ».
L'association est critiquée par des sites d'extrême droite tels que Riposte laïque ou François Desouche et le Front national demande au gouvernement d'envisager sa dissolution. Pour Jean-Christophe Moreau, « contrairement à ce que laisse entendre le CCIF, les attaques contre ses méthodes et son idéologie ne sont pas l’apanage de l’extrême droite ». À l'extrême gauche, Lutte ouvrière dénonce, au nom du refus de toute « complaisance » à l'égard de l'islam politique, « le piège de la lutte contre l'islamophobie », tandis que, selon Christophe Bourseiller, il existe aussi un « courant qui a érigé la lutte contre l'islamophobie au rang de combat prioritaire » (notamment au Nouveau Parti anticapitaliste).
Selon le politologue Laurent Bouvet, membre fondateur du mouvement de défense de la laïcité Printemps républicain, beaucoup des membres du CCIF « attisent les haines communautaires et opposent les populations. Pour eux, être laïc, c'est être islamophobe ».
La journaliste Eugénie Bastié du journal Le Figaro note que l'association est « fortement contestée » pour ses « accointances communautaristes, notamment auprès du controversé Parti des Indigènes de la République ».
Le politologue Gilles Kepel, autre personnalité liée au mouvement Printemps républicain, souvent cité comme spécialiste de l'islam en France[réf. souhaitée] considère, dans son ouvrage Quatre-vingt-treize, que ; « le CCIF ainsi que le site des Indigènes de la République et le site islamiste Forsane Alizza – Les Cavaliers de la Fierté – sont les jumeaux chimériques des portails anti-islamiques Riposte laïque, Observatoire de l’islamisation, le Bloc identitaire ou fdesouche. Ces sites réduisent l’autre exécré à des traits caricaturaux ».
Selon Haoues Seniguer, « la logique sous-jacente du CCIF, et c’est là une hypothèse, consiste à banaliser les pratiques les plus orthodoxes de l’islam, en réduisant les questions existentielles à de la casuistique juridique. En procédant ainsi, ce faisant, ils participent à l’amalgame entre musulmans ordinaires et musulmans violents, et surtout, plus grave, ils contribuent à délégitimer la lutte nécessaire contre l’islamophobie ».
Le CCIF comptabilise dans ses statistiques les discriminations envers les français musulmans, dont une majorité sont enregistrées dans les institutions et services publics, et développe le concept de « racisme d'état » ou « racisme institutionnel ». Gilles Clavreul, le délégué interministériel à la lutte contre le racisme et l’antisémitisme, déclare que « pour le CCIF, la France est un état islamophobe porté par une idéologie républicaniste, laïciste, une sorte d’étiquette pour vivre son racisme en toute tranquillité ». Marwan Muhammad assume le positionnement du CCIF en affirmant que les discriminations ne sont pas réalisées par des individus isolés et qu'il existe une tendance « systémique dans leur jaillissement dans le service public ». De plus, Marwan Muhammad déclare : « nous sommes nés ici et [...] nous définissons l’identité française, comme n’importe qui d’autre. Cette identité n’est ni monolithique, ni figée. Pourtant, on nous nie le droit d’en faire partie. Or l’islam est une religion française, le foulard fait partie des tenues françaises et Mohammed est un prénom français. »

### Proximité supposée avec l'islamisme radical
Marwan Muhammad, personnalité controversée, ancien porte-parole du CCIF, de 2010 à 2014, puis directeur exécutif de l'association en 2016 et 2017, semble être l'origine des accusations portées contre le CCIF, de collusion avec des milieux radicaux islamistes.

#### 2010-2012
La journaliste et militante Caroline Fourest affirme en décembre 2010 que le CCIF « considère comme islamophobe voire comme quasi-fasciste toute personne simplement féministe ou laïque », et que le CCIF est « plus islamiste qu'antiraciste ».

Dans un article du Figaro.fr de 2012, Jean-Marie Guénois cite un « expert reconnu » qui explique que le CCIF incarne « un islam identitaire agressif ». Samy Debah — alors président du collectif — conteste le propos dans un droit de réponse : 

« Le CCIF n'incarne pas l'islam, et encore moins un islam “identitaire agressif”. Il défend les droits d'individus de confession musulmane en tant que citoyens à part entière et non à part, droits expressément garantis par la Constitution française et les traités internationaux. »

En octobre 2012, le CCIF lance une campagne nationale « Nous (aussi) sommes la Nation » et déclare vouloir notamment lutter contre les amalgames faits entre pratique de l’islam et islamisme radical.

#### 2013-2015
En 2013, à la mosquée du Bourget, Marwan Muhammad s'affiche avec Nader Abou Anas, prédicateur qui avait auparavant déclaré : « La femme ne sort de chez elle qu'avec la permission de son mari ». Dans un article publié dans Marianne, le militant laïque Naëm Bestandji conclut : « Je n'ai jamais entendu Marwan Muhammad exprimer le moindre bémol envers les intégristes islamistes ». Les auteurs du même article estiment que les musulmans progressistes seraient par ailleurs absents des évènements du CCIF.

Dans son livre L'Islam, l'épreuve française, Élisabeth Schemla rapporte une déclaration attribuée à Marwan Muhammad, faite lors d'une conférence à la mosquée d’Orly, en août 2011 (ou 2012, selon les sources,) : 

« Qui a le droit de dire que la France dans trente ou quarante ans ne sera pas un pays musulman ? Qui a le droit ? Personne dans ce pays n’a le droit de nous enlever ça. Personne n’a le droit de nous nier cet espoir-là. De nous nier le droit d’espérer dans une société globale fidèle à l’islam. Personne n’a le droit dans ce pays de définir pour nous ce qu’est l’identité française. »

En avril 2013, Marwan Muhammad répond sur l'antenne de RMC : 

« Cette citation est tirée d’un blog d’extrême droite, puis recitée, à droite et à gauche, en m’imputant ce propos-là, que j’aurais tenu à la mosquée d’Orly en août 2012 […] le CCIF n’a absolument jamais donné de conférence à la mosquée d’Orly, et encore moins moi en août 2011. »

 En juin 2015, ce « vieux dossier » — qui pour Ludwig Gallet, de L'Express, appartient à une « zone grise » entourant le CCIF — est utilisé par le journaliste Mohamed Sifaoui pour tenter de discréditer le collectif. Le journaliste rappelle que, pour l'intéressé, il s'agit d'un hoax (canular) lancé par des sites identitaires, et interroge Elisabeth Schemla qui, expliquant avoir trouvé un document filmé, déclare : « S'agissant de Marwan Muhammad, je peux vous garantir avoir vu et retranscrit moi-même cette vidéo ». « Une vidéo très difficile à retrouver, puisque la plupart des liens sont aujourd'hui indisponibles », ajoute Ludwig Gallet.

#### 2015-2019

##### Cérémonie de levée de fonds
La 4e cérémonie de levée de fonds du CCIF, un dîner-gala organisé en mai 2015, réunit des personnalités diverses comme Pascal Boniface — directeur de l’Institut de relations internationales et stratégiques — ou Alain Gresh — ancien rédacteur en chef du Monde diplomatique —, en même temps que des imams salafistes (Rachid Abou Houdeyfa et Abou Anas), selon Sylvain Mouillard et Bernadette Sauvaget, de Libération.
« Yasser Louati, nouveau porte-parole du CCIF, explique : “On peut ne pas être d’accord avec certains intervenants, mais ils n’ont pas enfreint la loi”. » Les journalistes ajoutent : « aujourd’hui [avril 2016], le CCIF resserre ses liens avec la mouvance néosalafiste française, incarnée par l’ONG islamique BarakaCity ou l’activiste numérique Al Kanz. » Anne Vidalie, du journal L'Express, indique : « Sur la liste des invités du gala figurent parfois des personnages sulfureux tel, en 2013, Hani Ramadan, le frère de Tariq, prédicateur lui aussi, défenseur de la lapidation et adepte de diatribes contre la “barbarie sioniste”. L'année suivante, le CCIF convie deux prêcheurs ultraradicaux ».
Selon Mohamed Sifaoui en 2016, le CCIF fait partie « des associations islamistes ».

##### Article du Figaro et du Canard enchaîné
Le Canard enchaîné affirme, dans un article publié le 17 août 2016, que « le CCIF a défendu des imams expulsés pour radicalisme » et que son président Marwan Muhammad se produit régulièrement en présence d'imams radicaux.
Pour la journaliste du Figaro Eugénie Bastié en 2016, le CCIF serait proche des Frères musulmans. Ce jugement est partagé par le chercheur Hugo Micheron, qui estime que le CCIF appartient, « de manière plus ou moins assumée, à la mouvance intellectuelle « frériste » »,. Bernard Godard, haut fonctionnaire du ministère de l’Intérieur, nuance le lien existant entre le CCIF et les Frères musulmans : si, pour lui, le CCIF s’est bien « formé dans la mouvance frériste » autour de Tariq Ramadan, il estime que le Collectif s’est rapidement émancipé de cette sphère et se place davantage dans une « démarche identitaire » proche de celle des indigènes de la République.
Pour Gilles Clavreul, délégué interministériel à la lutte contre le racisme et l'antisémitisme de 2012 à 2017 et membre fondateur du mouvement pour la défense de la laïcité Printemps républicain , « le CCIF cherche, en pesant dans le débat public, à rendre visibles et acceptables des pratiques relevant d'une conception rigoriste de l'islam, au risque de favoriser le cloisonnement et le repli identitaire ». Cette critique de repli identitaire est également celle du politologue Laurent Bouvet qui range le Collectif parmi les « entrepreneurs identitaires ».
En mars 2018, le CCIF déclenche une polémique en mettant sur le même plan le terrorisme et le laïcisme : « Il faut empêcher toute ingérence laïciste avec la même énergie que celle déployée contre le terrorisme. Parce qu'ils sont les deux faces d'une même pièce ».

#### 2020
Selon le politologue et chercheur du CNRS Julien Talpin : « Cette association qui lutte contre les discriminations qui touchent les musulman.es notamment via le recours au droit, reconnue comme un interlocuteur dans plusieurs instances internationales, est pourtant fréquemment attaquée pour son « communautarisme » supposé ou sa « proximité avec les Frères musulmans ». »
Selon Franck Frégosi, professeur à Sciences Po Aix et spécialiste de l'islam en France : « Si le CCIF défend parfois un islam plutôt rigoriste, il reste prudent et agit de manière légaliste. À ma connaissance jamais il n'a appelé au meurtre, à la vengeance ou au renversement de la République. »
Selon Hamza Hizzir, journaliste à LCI, il « n'a jamais été concrètement prouvé » qu'il y ait une collusion du CCIF avec des milieux radicaux islamistes et « un islam politique proche de celui des Frères musulmans ».
En octobre 2020, alors que le ministre de l'intérieur Gérald Darmanin a ciblé le CCIF comme faisant partie des « associations ennemies de la République » et a annoncé qu'il allait la dissoudre, Le Monde réalise une rétrospective de ses propres archives et déclare : « à la lecture des archives du Monde, les raisons d’une telle requête n’apparaissent pas évidentes. Dans le quotidien, le collectif est le plus souvent présenté comme une association de lutte contre le racisme anti-musulman, jamais comme un « propagateur de l’islamisme » ».

### Accusation de racisme et d'antisémitisme
Refusant l’amalgame avec des positions clairement antisémites, Daniel Bensoussan-Bursztein note néanmoins dans une étude de 2012 que « certaines prises de position récentes du CCIF en faveur de personnes soupçonnées, à tort ou à raison, l’enquête et la justice seules pourront le dire, d’agressions antisémites, à Vigneux puis dans le train Toulouse-Lyon devraient inciter les institutions juives à redoubler de vigilance sur ce terrain ».
Inquiétude aussi — exprimée en 2013 par Claude Askolovitch, dans Marianne — quant au retour des rhétoriques anti-juives prononcées par le porte-parole du CCIF, notamment en insistant sur le fait que certains ministres, comme Manuel Valls, seraient juifs ou pratiqueraient un crypto-judaïsme qui les rendrait plus sensibles à l'antisémitisme qu'à l'islamophobie.

## Allégations sur la présidentielle 2012
Nicolas Sarkozy, s'appuyant sur une note interne des renseignements généraux, déclare, pendant la campagne présidentielle de 2012, lors d'un meeting le 11 mars, que le CCIF et Tariq Ramadan ont conjointement appelé à voter pour François Hollande. Le porte-parole du collectif dément. 
Un peu plus tard, le 31 octobre 2012, en présentant sa campagne nationale "Nous (aussi) sommes la Nation", Marwan Muhammad, porte-parole du CCIF, a déclaré que les raisons d'opposition à l'islam diffèrent selon les préférences politiques : « À droite, l'islamophobie est alimentée par un discours sur l'identité ou la sécurité ; à gauche, par la défense de l'égalité hommes-femmes et la laïcité. »

## Critique de mise en place d'une concurrence victimaire
La concurrence des mémoires est un débat récurrent : il apparaît quand les victimes d'actes à caractère discriminatoire se groupent dans une communauté spécifique, pour se faire reconnaître, et que leur lutte est interprétée comme une compétition avec d'autres communautés.
En 2015, Gilles Clavreul — Délégué interministériel à la lutte contre le racisme et l'antisémitisme (DILCRA) — pense qu'il existe une véritable volonté politique de clarifier le sujet de l'antiracisme et que des choix doivent être faits pour bien nommer les choses. La journaliste de Libération qui dresse son portrait écrit : « Dans ce malaise post-Charlie, où l’antisémitisme tue, et l’islamophobie gangrène […] » et rapporte ses propos : « Tous les racismes sont condamnables, mais le racisme anti-Arabe et anti-Noir n’a pas les mêmes ressorts que l’antisémitisme dans sa violence. Il faut être capable de dire la particularité de l’antisémitisme ». En ce qui concerne l'islamophobie, son opinion est nuancée : « Il regarde, avec méfiance, l’éclatement de la sphère antiraciste en collectifs sectoriels qu’il juge clairement communautaristes : collectifs contre l’islamophobie, contre la négrophobie. Ils sont dans une revendication victimaire destinée à faire reconnaître un groupe en tant que groupe ».
En 2013, la rédaction du Monde relève que des critiques sont émises par ceux des détracteurs qui perçoivent — dans le combat des associations qui luttent contre l'islamophobie — la « volonté chez certains musulmans de s'inscrire dans une concurrence victimaire avec les juifs, afin de "minimiser" l'antisémitisme. » Le quotidien ajoute : « Là encore, une définition claire de la lutte contre l'islamophobie permettra de couper court à toute instrumentalisation. »
En 2013, dans une intervention radiophonique — relevée par le site rue89.nouvelobs — Marwan Muhammad déclare : « De la même façon que l’on lutte contre l’antisémitisme, il faut lutter contre l’islamophobie. Quand on entend le ministre de l’Intérieur dire que nos compatriotes juifs peuvent porter leur kippa avec fierté, j’aimerais l’entendre dire que tous nos compatriotes musulmans – les dames qui le portent – peuvent porter le hijab avec fierté également. »
Le sociologue Michel Wieviorka révèle la façon dont ce processus de « concurrence victimaire » a permis un recyclage de l'antisémitisme.

Dans une étude intitulée « Le dialogue judéo-musulman et citoyen à l’épreuve de la haine antisémite », publiée en 2012, Daniel Bensoussan-Bursztein du Centre communautaire laïc juif s'inquiète car, depuis les années 2000, 

« […] l’évocation de l’islamophobie se fait rarement sans une allusion voilée ou explicite au traitement, supposé privilégié, dont “bénéficierait” l’antisémitisme. Plus inquiétant, un discours se développe ces temps-ci visant à désigner les communautés juives françaises comme responsables du préjugé antimusulman dans la société française […] L’appellation “contre le racisme et l’islamophobie” fait pendant à “contre le racisme et l’antisémitisme” que l’on trouve dans l’intitulé de la LICRA. Symboliquement, c’est la place de la victime qu’il s’agit d’occuper. Celle-ci peut être source de ce que d’aucuns qualifient de “concurrence victimaire”. »

## Autres associations combattant l'islamophobie

### Associations similaires
Il est difficile de connaître la représentativité relative de telle ou telle association luttant contre l'islamophobie. Les médias en revanche les classent par « degré de radicalité ». Ainsi le CCIF est considéré comme :
- plus radical que l'Observatoire de l'islamophobie du CFCM[Par qui ?] ;
- moins radical que le Collectif contre le Racisme et l'Islamophobie (CRI)[120] ;
- moins radical que la Ligue de défense judiciaire des musulmans. En effet, le CCIF se propose d'aider les femmes voilées condamnées en application des lois sur le voile mais appelle aux respects des lois de la république alors que la LDJM souhaite remettre en cause ces lois[pas clair] qu'il juge anticonstitutionnelles[121]

### Volonté d'être plus radical que le CFCM
Le Comité contre l'islamophobie en France et le Conseil français du culte musulman s'opposent régulièrement sur la façon de combattre l'islamophobie.

Le CCIF est en première ligne pour défendre la femme au voile intégral dont le contrôle, le 19 juillet 2013, a dégénéré en émeutes urbaines. Ses méthodes sont très contestées au sein même de la communauté musulmane. Abdallah Zekri, qui dirige l'Observatoire de l'islamophobie, déclare peu après : 

« Que savent-ils de ce qui s'est passé vendredi soir à Trappes ? […] Il ne s'agit pas de nier les actes islamophobes, mais si cette femme a été agressée ou insultée, elle aurait dû porter plainte […] Pour 2012 : le CFCM comptabilise 201 actes islamophobes, en augmentation de 28 %; le CCIF, lui, en voit 469, en hausse de 57 %… Leur objectif est de faire peur à la communauté musulmane. Ils allument le feu en permanence… Nous, vendredi, nous appelions au calme. »

### Associations concurrentes: CRI et LDJM
En 2013, le CCIF dénonce « un climat général propice aux passages à l'acte violent ». Marwan Muhammad admet toutefois que « la France ne connaît pas de ratonnades islamophobes ou de bandes organisées pour casser du musulman ». La Coordination contre le racisme et l'islamophobie (CRI) — jugée plus radicale par Stéphanie Le Bars, du Monde — appelle dans le même temps à dénoncer « le laxisme de la police et de la justice » et estime que « l'émotion dans la communauté musulmane est à son comble ». Le CCIF met en garde contre un certain « emballement », et reconnaît que sur l'affaire de l'agression des femmes voilées d'Argenteuil en juin 2013, la mairie et la préfecture ont « joué le jeu ».

Pour Élise Vincent du Monde : 

« Il y a une concurrence larvée entre différentes organisations pour le monopole de la parole légitime sur l'islamophobie […]. À la différence du CCIF, le CRI est issu des luttes sociales et de l'extrême gauche. La rivalité à laquelle se livrent ces mouvements accentue malgré eux l'illisibilité de la lutte contre les actes antimusulmans. »

 Le CRI est dissout en conseil des ministres en octobre 2021 pour discours haineux et propos antisémites.
Le CCIF est également concurrencé par la Ligue de défense judiciaire des musulmans (LDJM).

## Dissolution après l'attentat de Conflans-Sainte-Honorine

### Annonce en octobre 2020
En octobre 2020, à la suite de l'attentat de Conflans-Sainte-Honorine, le ministre de l'Intérieur Gérald Darmanin menace de dissolution l'association, qu'il qualifie d'« ennemie de la République », et qu'il accuse d'être « manifestement impliquée » dans l’assassinat de Samuel Paty. Le Monde note alors qu'il n'y a pas sur Internet de trace d'un quelconque message du CCIF lié à l'affaire, et la direction du collectif affirme qu'« aucune information n’a été relayée sur [ses] réseaux ou par tout autre moyen ». De fait, l’enquête judiciaire n'a pas retenu l'hypothèse d'un lien entre le CCIF et l'assassinat de Samuel Paty.

### Version du CCIF
Dans un communiqué, le CCIF affirme avoir été « saisi » par le père de famille en garde à vue à la suite de l'assassinat, mais indique qu’au moment de l’attentat, « aucune action n’avait été entamée » par son équipe, qui en était encore « à l’étape des vérifications d’informations ». Jaawad Bechare, directeur exécutif, affirme que le « CCIF condamne toute forme de violence, tout acte de terrorisme et ne cautionnera jamais de telle pratique ». L'association n'a pas été à ce jour, en octobre 2020, poursuivie pour apologie du terrorisme ni pour troubles à l'ordre public, et a annoncé qu'elle contesterait en justice une éventuelle dissolution,. Le CCIF annonce le 26 octobre sur son site et sur Twitter : « En tant que défenseurs des libertés et des droits, notre association et nos équipes ne sont plus en sécurité en France. Quelle que soit l’issue de l'annonce de dissolution, le CCIF doit internationaliser ses activités pour mieux protéger son travail. » Le même jour son annonce est relayée en anglais sur le site web britannique « islamiste » 5pillars.
Quelques jours plus tard, Gérald Darmanin présente le CCIF comme « une officine islamiste » et justifie sa démarche par le soutien du CCIF à « ceux qui appellent au djihad », évoquant « l’association Ana Muslim par exemple » ; le ministère met également en cause son soutien à Hani Ramadan. En réponse, Marwan Muhammad, ancien directeur du CCIF, affirme que le CCIF était l'ennemi désigné d'Ana Muslim et n'avait pas connaissance des faits qui lui sont reprochés, et que Hani Ramadan n'a jamais participé ou pris la parole lors d'événements organisés par le Comité. Gérald Darmanin annonce le 19 novembre sur Twitter : « Conformément aux instructions du président de la République et du Premier ministre, j’ai notifié aux responsables du CCIF l’intention d’engager la dissolution de leur structure. Ils ont désormais 8 jours pour faire valoir leurs observations. » En réponse, le collectif publie un « communiqué final » proposant « Analyse et réponses à la notification de dissolution et aux contres-vérités sur le CCIF ». Amnesty International avertit alors que « [cette] dissolution serait un coup porté au droit à la liberté d’association et aurait un effet dissuasif sur tous les défenseur·e·s des droits humains engagés dans la lutte contre le racisme et la discrimination. À ce jour […] rien ne montre que le CCIF représente un danger pour la sécurité nationale ou l’ordre public, qui pourrait justifier sa dissolution. »
Le CCIF déclare le même jour sur Twitter : « Cédant aux appels de l’extrême droite, le ministre de l’Intérieur a notifié au CCIF un projet de dissolution sans objet. » Son siège social aurait déjà été transféré à l'étranger. Le 27 novembre, le CCIF déclare avoir choisi de s'auto-dissoudre ; dès fin octobre ses actifs « ont été transférés à des associations partenaires qui se chargeront de prendre le relais de la lutte contre l'islamophobie à l'échelle européenne. » Le gouvernement va néanmoins jusqu'au bout de la procédure, précisant par un décret du 2 décembre 2020 que le CCIF est dissout en tant que groupement de fait (ce qui vise même une organisation sans forme associative),.

### Contestation devant le Conseil d'Etat
L'association n'ayant plus d'existence légale, ce sont ses membres et anciens cadres qui annoncent alors leur intention de contester cette dissolution devant le Conseil d'État,. Dans le décret portant dissolution, le gouvernement met en cause le relais par le CCIF de la parole de Hani Ramadan (prédicateur interdit de territoire en France), le soutien apporté par Marwan Muhammad à l'association Ana Muslim, un texte de Marwan Muhammad sur l'attentat du musée juif de Belgique, une modération insuffisante des commentaires sur la page Facebook de l'association, et accuse le CCIF de « partager » et « cautionner » des idées terroristes en critiquant la politique antiterroriste française. L'avocat du CCIF conteste l'ensemble des éléments présentés dans le décret de dissolution.
La Ligue des droits de l'homme dénonce la dissolution. Selon l'ONG Human Rights Watch, cette dissolution « mal avisée du gouvernement s’inscrit dans une dérive sécuritaire plus large mettant en danger les libertés ».
Le Conseil d'État rejette le recours du CCIF contre sa dissolution le 24 septembre 2021,.